# Saltkraft
Saltkraft eller osmotisk kraftværk er en miljøvenlig vedvarende energikilde, som udvinder mekanisk energi via en vandturbine pga. en ca. 12-25 atm trykforskel efter naturlig osmotisk flytning af ferskvand over i saltvand via en semipermeabel membran. Så vandkraft kan komme til at bestå af to trin: vandkraft og dernæst saltkraft. Eller blot saltkraft hvor ferskvand løber ud i saltvand (f.eks. Vesterhavet
 
og Grønland).
I forbindelse med et norsk forskningsprojekt i 2000 regnede man med at prisen for en kilowatttime kunne bringes ned mod 25 øre, hvis det lykkedes at udvikle metoden. 
Statkraft i Norge satte Statkraft Hurum saltkraftværk i drift 24. november 2009.
I 2013 udmeldte norske Statkraft, at de ikke selv kan få gjort saltkraft billigt nok (30øre/kWh) og derfor dropper satsningen på denne teknologi.